# Pomnik Harcerski przy ul. Bukowskiej w Poznaniu
Pomnik Harcerski przy ul. Bukowskiej – pomnik upamiętniający pierwszych poległych poznańskich harcerzy we wrześniu 1939. 

## Charakterystyka
Zlokalizowany w Poznaniu przy ul. Bukowskiej, róg Przybyszewskiego, w pobliżu konsulatu rosyjskiego na osiedlu administracyjnym Ogrody. 
Pomnik w formie nieregularnej brązowej steli z harcerską lilijką na kamiennym cokole. Projektantem był Benedykt Kasznia (rekonstruktor rzeźby Paw oraz pomnika 15. Pułku Ułanów), a odsłonięcie nastąpiło w 1985.
Pomnik upamiętnia druhów Edwarda Pietrzykowskiego (hufiec Nowe Miasto) i Henryka Wysockiego (hufiec Jeżyce), którzy polegli 1 września 1939 (bombardowanie), podczas służby patrolowej wokół dawnej radiostacji, która stała w tym rejonie. Ofiary tego nalotu (57 osób) pochowano na cmentarzu miłostowskim, a na ich grobach odsłonięto 9 września 1969 osobny pomnik.
Edward Pietrzykowski upamiętniony jest także Głazem Pietrzykowskiego, zlokalizowanym przed szkołą przy ul. Mińskiej 32 na Czekalskiem.